# Dietlind Preiss

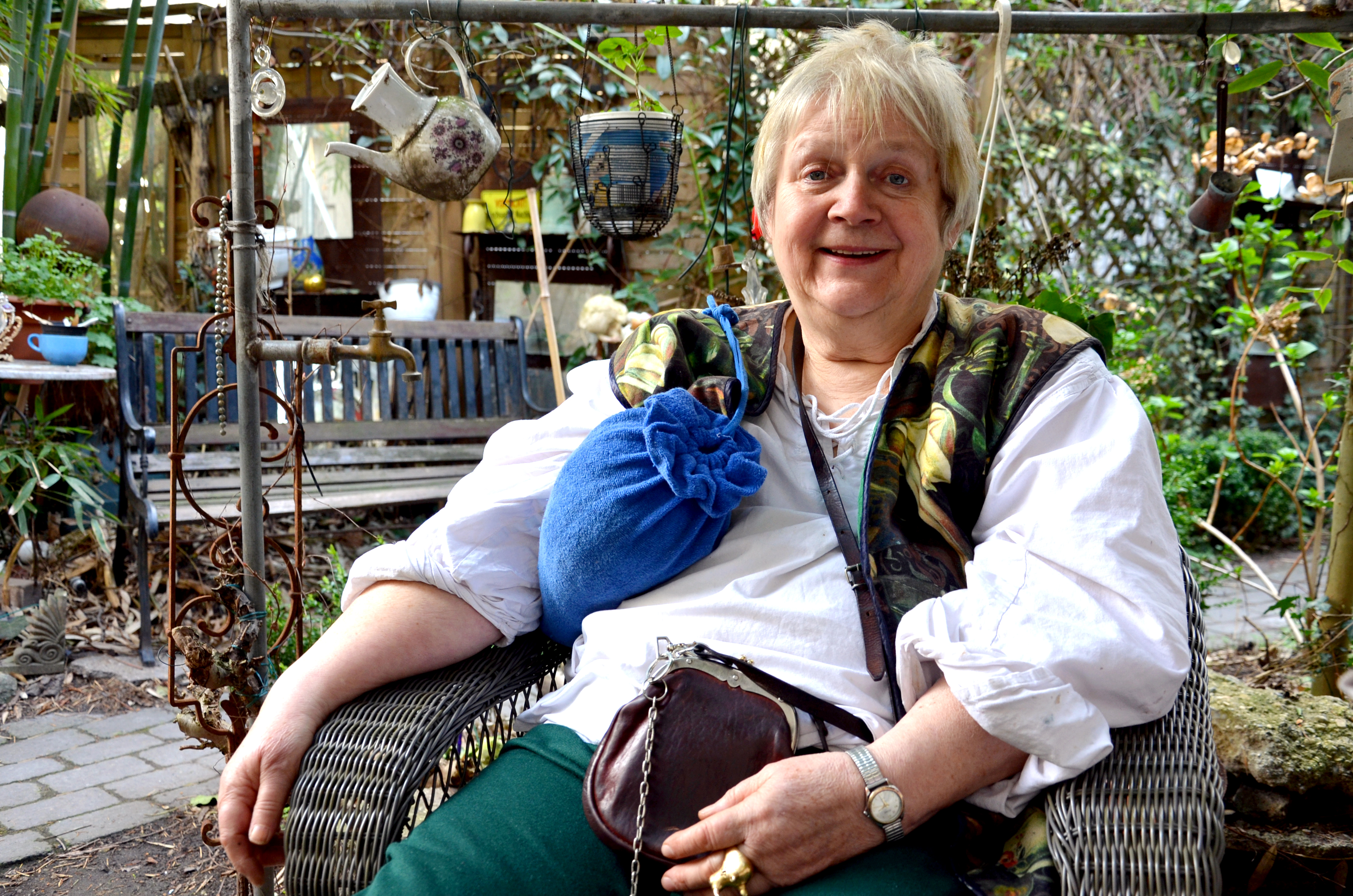
Dietlind Preiss in ihrem Hinterhof-Garten in der Sedanstraße 34 in Hannover-Oststadt

Dietlind Preiss (* 21. Oktober 1940 in Sensburg im damaligen Ostpreußen; † 20. Juni 2021 in Hannover) war eine deutsche Bildhauerin. Die Autodidaktin gestaltete skurrile, oft mechanisch animierte Objekte mit Licht aus selbst gefertigten oder gefundenen Materialien. Die Künstlerin lebte und arbeitete in Hannover in ihrem Atelier Lichtgestalten in der Sedanstraße 34 im Stadtteil Oststadt.

## Leben

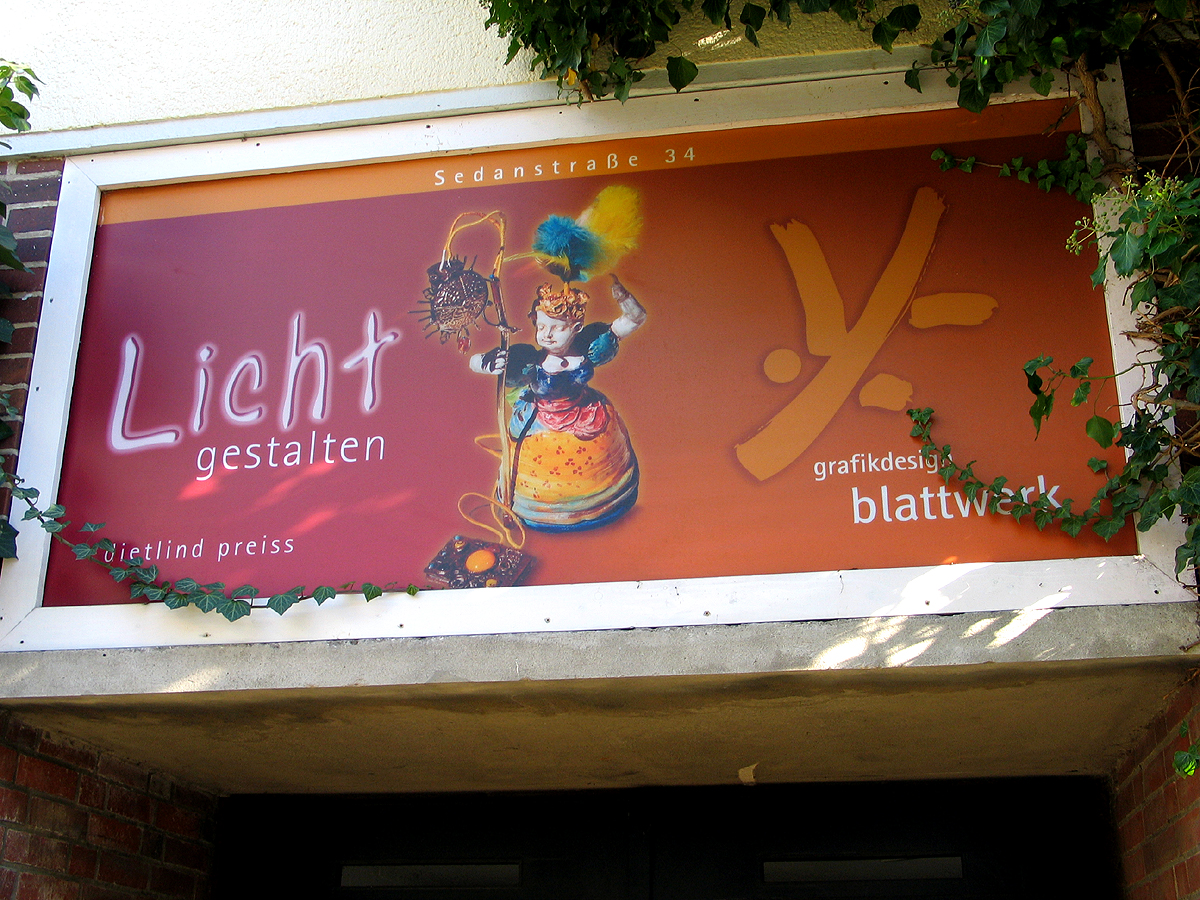
Tafel über dem Durchgang zum Atelier Lichtgestalten in der Sedanstraße 34

In der Zeit von 1964 bis 1974 studierte Dietlind Preiss auf Lehramt Englisch und Geschichte. Fast zeitgleich bildete sie sich von 1970 bis 1974 zur Kinderpsychotherapeutin aus. Hierauf eröffnete sie eine Psychotherapiepraxis für Kinder in der Zeit von 1974 bis 1990. Von 1983 bis 1990 war die Wahlhannoveranerin aktiv im Kunstcafé Ateljee in Döhren. Im Jahre 1997 richtete sie ihre eigene Werkstatt in Hannover ein, welche sie 2002 dann in der Sedanstraße ausbaute, um sich weiter kreativ entfalten zu können. Dort eröffnete sie 2008 auch ihre eigene Hinterhofgalerie.
Dietlind Preiss war Mitglied im Bundesverband Kunsthandwerk.

## Ausstellungen

### Skurriles Bestiariumim Museum August Kestner

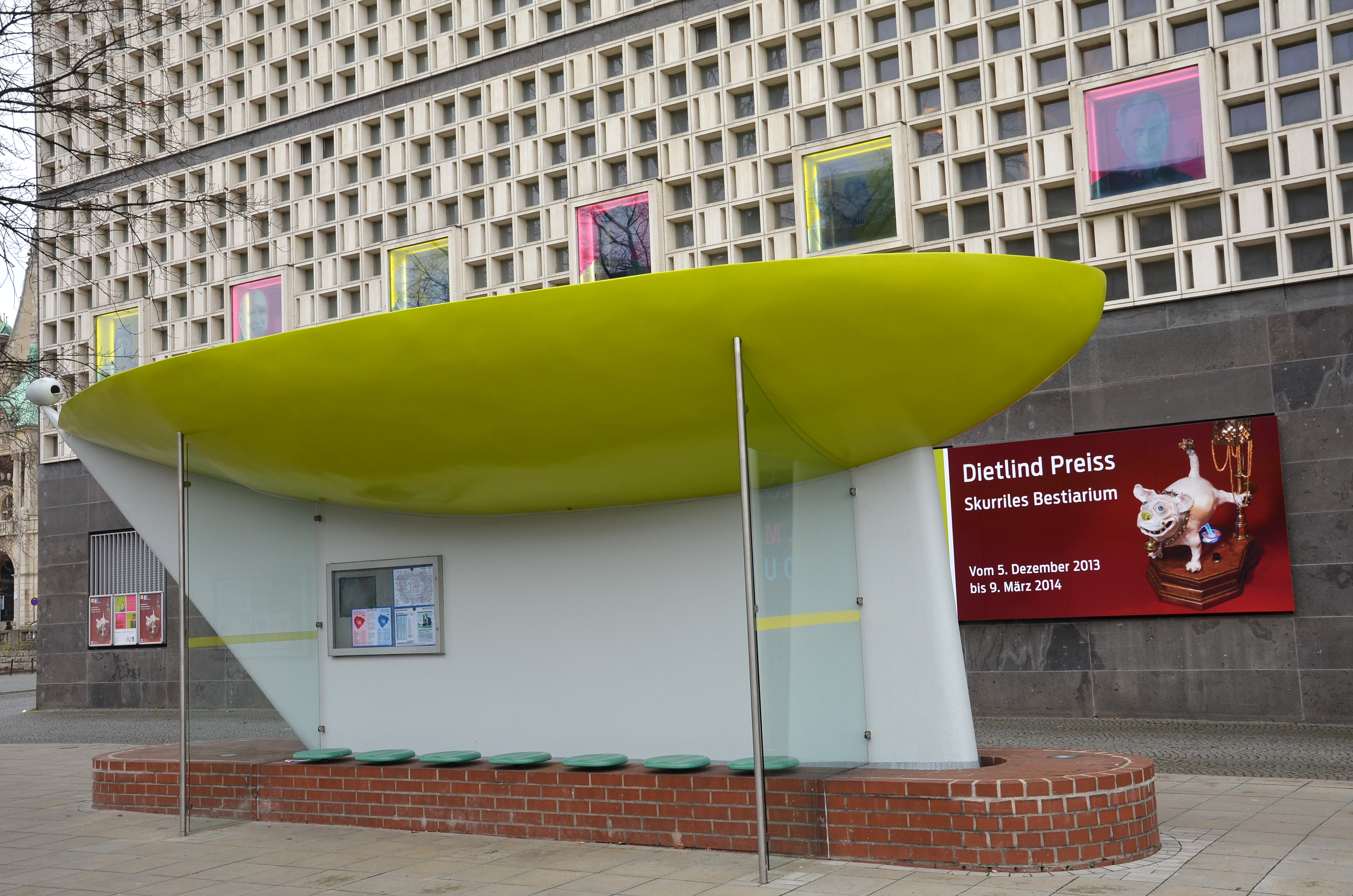
Plakat am Museum August Kestner zur Ausstellung Skurriles Bestiarium, verlängert bis 22. April 2014

Für die Ausstellung Skurriles Bestiarium im Museum August Kestner in Hannover von 2013 bis zum 22. April 2014 stellte Dietlind Preiss Objekte mit gewollten Bezügen zu antiken Exponaten des Museums her, etwa zu barocken Porzellanfiguren, silbernen Trinkspielen des 17. und 18. Jahrhunderts oder auch zum mittelalterlichen Reliquienbehälter aus dem „Schatz der Goldenen Tafel“. Ihre Arbeiten stellen „zeitgenössische Kommentare, phantasievolle, kreative und hintergründige Anmerkungen“ zu den historischen Artefakten des Museums August Kestner her. Im Vorwort zum Ausstellungskatalog schrieb Museumsdirektor Wolfgang Schepers dazu:

„Dadaistisch kann man auch die Collagen eines Kurt Schwitters verstehen und hier knüpft die hannoversche Künstlerin an eine bedeutende Tradition an. Waren es bei Schwitters Fahrkarten und Programmzettel oder Zeitungsausschnitte als zweidimensionales Repertoire seiner Kunst, so sind es bei Dietlind Preiss dreidimensionale Versatzstücke wie zum Beispiel ein biedermeierliches Glas aus dem Kriegsschutt ihres Hauses.“

„Selbstverständlich sollen die im ganzen Museum an entsprechende Orte verteilten Exponate auch zum Schmunzeln anregen, gleichwohl handelt es sich fast immer um gestaltete Kommentare zu den Themen aus Kunst und Geschichte.“

### Frühere Ausstellungen
Von 1996 bis März 2014 waren Werke von Dietlind Preiss wie folgt zu sehen:
- 1996: Teilnahme an der Messe Kunst und Handwerk, Museum für Kunst und Gewerbe Hamburg
- 1998: Teilnahme an der Sonderschau der Creativa, Dortmund
- 1999:
  - Galerie Hilde Holstein, Bremen
  -  GalerieARTgerecht, Eberbach
- 2001: u. a. Ausstellung im Badischen Landesmuseum, Karlsruhe
- 2002: Ausstellung in der Galerie Schloss Pilsach, Pilsach
- 2003:
  - 1. Preis bei der Ausstellung Kunst in het Volkspark, Enschede
  - Galerie craft2eu, Hamburg
- 2004/2005
  - Galerie Kühn, Bremen
  - Museum Villa Stahmer, Georgsmarienhütte
- 2006: Handwerkskammer Düsseldorf, Düsseldorf
- 2007: International Gift Fair, New York City
- 2008:
  - Eröffnung einer eigenen Hinterhofgalerie, Hannover
  - Roemer- und Pelizaeus-Museum Hildesheim, Hildesheim
  - American Visionary Art Museum, Baltimore
- 2009:
  - Galerie Kühn, Lilienthal
  - Galerie ARTgerecht, Eberbach
- 2010:
  - EUNIQUE, Karlsruhe
  - Craft Show, Philadelphia Museum of Art, Philadelphia
- 2011:
  - Zeche Friedlicher Nachbar, Bochum
  - Handwerksform, Hannover
- 2012:
  - EUNIQUE, Karlsruhe
  - Goldschmiede Klüppel, Reutlingen

## Fernsehauftritte
- Damian Schipporeit: Dietlind Preiss - Typisch! - Lebenstraum Licht, Video vom NDR Fernsehen vom 24. Juli 2012 über die Künstlerin auf YouTube.com, zuletzt abgerufen am 10. März 2014
- Dietlind Preiss - Lichtgestalten in der Sendung Mein Nachmittag im NDR Fernsehen vom 5. September 2012 (hier: auf YouTube.com), zuletzt abgerufen am 10. März 2014